# Scintilla (album, Nosound)
Scintilla je páté studiové album italské progressive rockové skupiny Nosound. Vydáno bylo v září 2016.
Styl alba Scintilla je pokračováním melancholicky laděných předcházejících desek skupiny, je však ještě hlouběji a komplexněji emočně zaměřené. Celý koncept alba pojednává o (ztraceném) přátelství. Ve skupině došlo ke změně obsazení na postu bubeníka, kdy Chrise Maitlanda nahradil Giulio Caneponi. Stejně jako u předchozí desky Afterthoughts Nosound výrazně použili violoncello, na které opět hraje Marianne DeChastelaine. Ve třech písních hostují jiní zpěváci, z toho v „In Celebration of Life“ a v „The Perfect Wife“ se představil Vincent Cavenagh z Anathemy a v italsky zpívané skladbě „Sogno e Incendio“ italský zpěvák Andrea Chimenti. Album vyšlo na CD s přiloženým BD, které obsahuje nahrávku ve vysoké kvalitě a také bonusový audiovizuální obsah, a jako dvojice LP.

## Seznam skladeb
Všechny skladby napsal(i) Giancarlo Erra, pokud není uvedeno jinak. 
| Pořadí         | Název                  | Autor          | Délka |
| -------------- | ---------------------- | -------------- | ----- |
| 1.             | Short Story            |                | 2:24  |
| 2.             | Last Lunch             |                | 7:00  |
| 3.             | Little Man             |                | 4:38  |
| 4.             | In Celebration of Life |                | 5:34  |
| 5.             | Sogno e Incendio       | Erra, Chimenti | 4:44  |
| 6.             | Emily                  |                | 3:19  |
| 7.             | The Perfect Wife       |                | 7:27  |
| 8.             | Love Is Forever        |                | 2:51  |
| 9.             | Evil Smile             |                | 4:34  |
| 10.            | Scintilla              |                | 6:31  |
| Celková délka: | Celková délka:         | Celková délka: | 49:06 |

## Obsazení
- Nosound
  - Giancarlo Erra – zpěv, kytary, klávesy
  - Paolo Vigliarolo – kytary
  - Alessandro Luci – baskytara
  - Marco Berni – klávesy
  - Giulio Caneponi – bicí
  - Marianne DeChastelaine – violoncello
- Giovanni Pontarelli – lesní roh
- Lorenzo Caloi – pozoun
- Pier Luigi Porrega – trubka
- Vincent Cavanagh – zpěv (ve skladbách „In Celebration of Life“ a „The Perfect Wife“)
- Andrea Chimenti – zpěv (ve skladbě „Sogno e Incendio“)